# Parafia Miłosierdzia Bożego w Niewiadomiu
Parafia Miłosierdzia Bożego w Rybniku Niewiadomiu – parafia rzymskokatolicka należąca do dekanatu niedobczyckiego w archidiecezji katowickiej. 
Parafia została utworzona 19 stycznia 1986 roku. Budowniczym kościoła był ks. Franciszek Otremba, pierwszy proboszcz parafii. Następcą ks. Otremby został ks. Stanisław Kołodziej (proboszcz parafii w latach 2003–2007). Kościół poświęcił abp Damian Zimoń w 1994 roku. 

## Proboszczowie
- 1984 – 1986 – administrator ks. Franciszek Otremba
- 1986 – 2003 – ks. Franciszek Otremba
- 2003 – 2007 – ks. Stanisław Kołodziej
- 2007 – 2012 – ks. Grzegorz Lech
- 2012 – nadal – ks. Andrzej Podoluk